# Диарра, Мусса (футболист, 2000)
Мусса Диарра (фр. Moussa Diarra; род. 10 ноября 2000, Стен) — малийский футболист, защитник испанского клуба «Алавес» и сборной Мали.

## Клубная карьера
Диарра — воспитанник клуба «Тулуза». 30 октября 2019 года в поединке Кубка французской лиги против «Ньора» Мусса дебютировал за основной состав. 10 ноября в матче против «Монпелье» он дебютировал в Лиге 1. По итогам сезона клуб вылетел из элиты, но игрок остался в команде. 22 августа 2020 года в матче против «Дюнкерка» он дебютировал в Лиге 2. В 2022 году игрок помог клубу вернуться в элиту. 

## Международная карьера
26 сентября 2022 года в товарищеском матче против сборной Замбии Диарра дебютировал за сборную Мали.

## Достижения
«Тулуза»
- Обладатель Кубка Франции: 2022/23
- Победитель Второй лиги: 2021/22